# Amy Sherwin

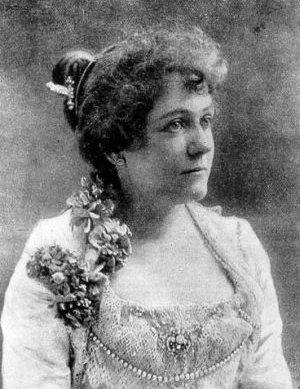
Frances Amy Lilian Sherwin (1897)

Frances Amy Lilian Sherwin (* 23. März 1855 in Huonville, Tasmanien; † 20. September 1935 in London) war eine australische Opernsängerin (Sopran).

## Leben
Sherwin erhielt Gesangs- und Klavierunterricht von ihrer Mutter und trat gelegentlich an Liebhaberaufführungen auf. Ihren ersten professionellen Unterricht erhielt sie von William Russell und Frederick Augustus Packer, einem Organisten und Komponisten aus Hobart. Durch Zufall wurde sie 1878 von Mitgliedern von William Saurin Lysters Royal Italian Opera auf einer Konzertreise durch Tasmanien entdeckt und überredet, mit ihnen in einer Aufführung des Don Pasquale am Theatre Royal in Hobart als Norina aufzutreten.
Nach dem Erfolg dieses Debüts reiste sie mit der Operntruppe nach Melbourne und feierte dort Triumphe als "Tasmanische Nachtigall". 1879 trennte sie sich von Lysters Opernkompagnie und reiste mit ihrem Ehemann und Manager Hugo Gorlitz nach Amerika. Mit Max Strakoschs Operntruppe sang sie in San Francisco die Violetta in Giuseppe Verdis La traviata und trat in New York und Boston auf, wobei sie ihre Gesangsausbildung weiter vervollkommnete.
1882–83 bereiste sie Italien und  Frankreich, im Folgejahr debütierte sie am Theatre Royal Drury Lane in London mit der Carl Rosa Opera Company. Nach einer Reise durch die USA und Kanada kehrte sie 1887 nach Australien zurück, wo sie unter anderem als Sängerin am Queen's Jubilee Celebration Concert in Melbourne teilnahm und auf Tasmanien auftrat. 1888–89 unternahm sie eine Konzertreise durch Asien, die sie unter anderem nach Kalkutta, Colombo, Singapur, Hong Kong, Shanghai, Kobe, Nagasaki, Yokohama und Tokio führte.
Danach lebte und arbeitete sie fünf Jahre lang in Europa. Eine neue Konzertreise führte sie 1896 nach Südafrika, danach trat sie erneut in Australien und Neuseeland auf. 1898 gab sie ihre Abschiedskonzerte in der Hobart Town Hall und ließ sich in England nieder. Endgültig zog sie sich 1908 von der Bühne zurück.
Bereits vorher hatte Sherwin begonnen zu unterrichten; ihr bekanntester Schüler war der schottische Bariton Fraser Gange, der sie 1907–08 nach Australien begleitete. Nach der Trennung von ihrem Mann verarmte Sherwin in der Zeit des Ersten Weltkrieges und geriet weitgehend in Vergessenheit. Als sie 1934 krank in das Charing Cross Hospital in London eingeliefert wurde, veranstaltete der Bürgermeister von Hobart
auf Tasmanien eine Spendensammlung zu ihren Gunsten. Ihr Dankesschreiben erschien am 7. September 1934 im Mercury. Zu ihrem Begräbnis schickte die tasmanische Regierung einen Kranz mit der Inschrift A tribute to the memory of a famous Tasmanian, from the Government of Tasmania.